# 11. august
11. august er dag 223 i året i den gregorianske kalender (dag 224 i skudår). Der er 142 dage tilbage af året.
Dagens navn er Herman

### Begivenheder
Født - Dødsfald
- 480 f.Kr. - En talmæssigt overlegen persisk styrke besejrer med stort besvær en lille, men hårdt kæmpende græsk styrke i slaget ved Thermopylæ.
- 1611 - Den tysk-romerske kejser Rudolf tvinges til at afgive Bøhmen til sin broder Matthias.
- 1658 - Den svenske hær under Karl 10. når Valby Bakke og indleder Københavns belejring.
- 1911 - Olaf Henriksen, den eneste danskfødte spiller i Major League Baseballs historie, optræder i sin første kamp i den bedste række i USA.
- 1918 - Med sejren i slaget ved Amiens indleder de allierede styrker den såkaldte hundreddagesoffensiv, som bevirker en endegyldig demoralisering af de tyske tropper og baner vejen for afslutningen af første verdenskrig.
- 1919 - Friedrich Ebert underskriver Weimarforfatningen, der træder i kraft tre dage senere, hvorved Weimarrepublikken er en realitet.
- 1929 - Arabere angriber jøder ved Grædemuren.
- 1934 - Statsfængslet på øen Alcatraz i San Francisco-bugten åbner.
- 1935 - Nazistiske stormtropper demonstrerer mod jøderne.
- 1941 - Winston Churchill og Franklin D. Roosevelt mødes på HMS Prince of Wales for indledende drøftelser om Atlantpagten.
- 1952 - Militæret i Jordan tvinger den sindssyge kong Talal til at overlade tronen til sin søn Hussein.
- 1954 - Fjendtlighederne i Indokina-konflikten afsluttes efter 8 år.
- 1960 - Tchad opnår uafhængighed fra Frankrig.
- 1962 - Vostok 3 sendes op med Andrian Nikolajev om bord.
- 1965 - I bydelen Watts i Los Angeles udbryder omfattende uroligheder
- 1966 - En indonesisk-malaysisk fredstraktat underskrives i Jakarta.
- 1975 - USA nedlægger veto mod optagelse af Nord- og Sydvietnam i FN.
- 1977 - I Storkøbenhavn begynder arbejdet med at fjerne dørene til telefonboksene efter en ukendt person har placeret to bomber i telefonbokse, der er blevet bragt til sprængning, når døren til boksen blev åbnet.
- 1986 - Tusinder hylder færingen Ove Joensen (Ro-Ove), da han går i land på Langelinie efter at have roet godt 900 sømil i åben færøbåd fra Færøerne.
- 1988 - Udbredte oversvømmelser i Sudan efterlader 1,5 millioner mennesker hjemløse.
- 1999 - Årtusindets sidste totale solformørkelse finder sted. Da den berører mange beboede områder (England, Europa, Indien, Iran), er det formentlig den mest betragtede formørkelse nogensinde.
- 2001 - Kulturrådmand Niels Erik Eskildsen (SF) opfordrer den tiltrædende israelske ambassadør Carmi Gillon til ikke at komme til åbningen af Århus Festuge på grund af dennes udtalelser om støtte til (moderat) tortur.
- 2003 - NATO overtager kommandoen over de fredsbevarende styrker i Afghanistan, hvilket er den største opgave uden for Europa nogensinde for organisationen.
- 2006 - Den tredje Galathea-ekspedition udgår fra København.
- 2009 - Madonna spiller i Parken i København på sin Sticky And Sweet turne.
- 2009 - Den nye danske 50-kroneseddel fra Serie 2009 bliver sat i omløb.

### Født
- 1815 - Julius Hellmann, dansk sparekassedirektør og medstifter (død 1881).
- 1871 - Olga Ott, dansk forfatter (død 1929).
- 1890 - Martinus Thomsen, dansk intuitions-filosof, forfatter og mystiker (død 1981).
- 1894 - Knud Parkov, dansk bryggeridirektør og borgmester (død 1949).
- 1897 - Enid Blyton, engelsk forfatter (død 1968).
- 1902 - Alfredo Binda, italiensk cykelrytter (død 1986).
- 1906 - Otto Ferdinand Kortsch, dansk lærer og medlem af det tyske mindretals ledelse (død 1998).
- 1906 - Esther Ammundsen, dansk læge og medicinaldirektør (død 1992).
- 1909 - Olaf Gynt, dansk digter (død 1973).
- 1910 - Berthe Qvistgaard, dansk skuespiller (død 1999).
- 1921 - Alex Haley, amerikansk historiker og forfatter (død 1992).
- 1927 - Jørgen Ryg, dansk skuespiller, komiker og musiker (død 1981).
- 1932 - Fernando Arrabal, spansk forfatter.
- 1933 - Ellen Winther Lembourn, dansk sanger og skuespillerinde (død 2011).
- 1942 - Benny Poulsen, dansk skuespiller (død 2004).
- 1943 - Pervez Musharraf, Pakistans statsoverhoved (død 2023).
- 1943 - Flemming Leth, dansk journalist og tv-vært (død 2024).
- 1944 - Zita Boye-Møller, dansk programvært (død 1995).
- 1944 - Ian McDiarmid, skotsk skuespiller.
- 1948 - Anne Grete Holmsgaard, dansk folketingspolitiker.
- 1949 - Eric Carmen, amerikansk sanger og sangskriver.
- 1950 - Steve Wozniak, amerikansk it-pioner.
- 1953 - Hulk Hogan, amerikansk wrestler og skuespiller.
- 1964 - Miguel A. Núñez Jr., amerikansk skuespiller.
- 1966 - Niels Gråbøl, dansk filminstruktør.
- 1988 - Sebastian Aagaard-Williams, dansk skuespiller.
- 1992 - Frederik Christian Johansen, dansk skuespiller.

### Dødsfald
- 480 f.Kr. - Leonidas, spartansk konge (født 520 f.Kr.) - dræbt i kamp.
- 1813 - Henry James Pye, engelsk digter (født 1745).
- 1879 - C.V. Rimestad, dansk politiker og redaktør (født 1816).
- 1913 - Natalie Zahle, dansk lærer og kvindesagsforkæmper (født 1827).
- 1919 - Andrew Carnegie, skotsk-amerikansk forretningsmand og filantrop (født 1835).
- 1921 - Alfred Nervø, dansk journalist, redaktør, motorsportsmand og flypionér (født 1879).
- 1936 - Carl Gandrup, dansk forfatter (født 1880).
- 1947 - Cai Hegermann-Lindencrone, dansk teaterchef (født 1881).
- 1956 - Jackson Pollock, amerikansk maler (født 1912).
- 1994 - Peter Cushing, engelsk skuespiller (født 1913).
- 1995 - Alonzo Church, amerikansk matematiker (født 1903).
- 1996 - Rafael Kubelík, tjekkisk komponist og dirigent (født 1914).
- 2001 - Jorge Amado, brasiliansk forfatter (født 1912).
- 2004 - Wolfgang Mommsen, tysk historiker (født 1930).
- 2012 - Henning Moritzen, dansk skuespiller (født 1928).
- 2014 - Robin Williams, amerikansk komiker (født 1951).
- 2015 - Harald Nielsen, dansk fodboldspiller (født 1941).

|  | Denne datoartikel kan blive bedre, hvis der indsættes et (bedre) billede Du kan hjælpe ved at afsøge Wikimedia Commons for et passende billede eller uploade et godt billede til Wikimedia Commons iht. de tilladte licenser og indsætte det i artiklen. |